# Manniella
Manniella ist eine Gattung in der Familie der Orchideen (Orchidaceae). Die beiden Arten wachsen terrestrisch und stammen aus dem tropischen Westafrika. Die Gattung Manniella bildet eine eigene Subtribus Manniellinae und gehören zu den größeren Arten der Unterfamilie Cranichideae.

## Beschreibung

### Vegetative Merkmale
Manniella-Arten sind relativ kleine, ausdauernde, krautige Pflanzen. Die Wurzeln entspringen büschelweise an der Basis der Sprosse. Sie sind fleischig, aber eher schlank und etwas behaart. Oberirdisch trägt die Sprossachse einige Laubblätter, die dicht gedrängt eine Rosette bilden. Die Blätter sind lang gestielt und umfassen mit dem Blattgrund den Stängel. Zwischen Blattgrund und Spreite gibt es kein Trenngewebe. Die Spreite ist oval geformt, auf grünem Grund mehr oder weniger weiß gefleckt.

### Generative Merkmale
Über den Laubblättern setzt sich die Sprossachse als traubenförmiger, behaarter, locker mit vielen Blüten besetzter Blütenstand fort. Zwischen Laubblättern und Blüten sitzen in Abständen einige Hochblätter an der Blütenstandsachse, diese werden nach oben hin kleiner. Die Tragblätter sind etwa so lang wie der Fruchtknoten.
Die Blüten sind resupiniert, sie stehen schräg aufrecht. Die zwittrigen Blüten sind zygomorph und dreizählig. Die Blütenhüllblätter sind rosafarben bis rot-braun. Der Fruchtknoten ist zylindrisch, manchmal etwas gebogen, nur sehr kurz gestielt und kaum verdreht. Die Sepalen sind zu einer Röhre verwachsen, nur die Spitzen sind frei und abgespreizt. Die seitlichen Petalen liegen dem dorsalen Sepal an, aber nicht anhaftend, an der Basis sind die Petalen deutlich verschmälert, dieses schmale Stück ist mit der Sepalen-Röhre verwachsen und läuft auf der ganzen Länge des Fruchtknotens herab, mit diesem ein Nektarium bildend. Auch die Lippe ist am Grund schmal und mit der Sepalen-Röhre verwachsen. Die freie Spreite der Lippe ist an der Basis pfeilförmig mit zwei nach hinten gerichteten Nektar-Drüsen. Ausgebreitet ist die Spreite der Lippe etwa quadratisch bis trapezförmig, in der Blüte allerdings sind die Ränder nach oben geschlagen aber nicht der Säule anhaftend. In der Mitte ist die Lippe fleischig und behaart, die Ränder sind dünner. Die Säule ist lang, die Oberseite der Säule ist mit der Sepalen-Röhre verwachsen. Die freie Spitze ist s-förmig gebogen, die Basis der Säule bildet einen kurzen, schiefen Fuß auf dem Fruchtknoten. Das Staubblatt ist breit oval, etwas gegen die Säulenachse hinabgebogen, auf der Oberseite mit einer runden Erhebung, es wird völlig von korbartigem, etwa quadratisch geformtem Gewebe der Säule (Klinandrium) und zwei seitlichen Staminodien verdeckt. Die zwei Pollinien sind oval bis keulenförmig, von körniger Textur. Über kurze Stielchen sind sie mit einer kleinen, runden Klebscheibe (Viscidium) verbunden. Die Narbe besteht aus einer ungeteilten großen Fläche. Zwischen Narbe und Staubblatt liegt ein flaches, zweilappiges kaum erkennbares Trenngewebe (Rostellum).

## Standorte
Manniella-Arten gedeihen in Höhenlagen bis zu 1200 Metern im Schatten feuchter, immergrüner Wälder.

## Systematik und botanische Geschichte
Als erste Art wurde Manniella gustavi 1881 durch Heinrich Gustav Reichenbach beschrieben, der diese Art zu Ehren von Gustav Mann benannte. Die Gattung Manniella wurde in Otia Botanica Hamburgensia ..., S. 109 aufgestellt. Der Gattungsname Manniella ehrt den deutschen Gärtner und Botaniker Gustav Mann (1836 – 1916). Die zweite Art der Gattung Manniella, Manniella cypripedioides, ist 2002 von Gerardo Salazar, Thassilo Franke, Louis Zapfack und Ludwig Beenken erstbeschrieben worden.
Schon Rudolf Schlechter stellte die Gattung Manniella in eine eigene Subtribus Manniellinae, was von weiteren Bearbeitern in den folgenden Jahren nie in Frage gestellt wurde und auch durch neuere genetische Untersuchungen bestätigt wird. Innerhalb der Tribus Cranichideae stehen die beiden Arten also ohne nahe Verwandte recht isoliert.
Die beiden Arten der Gattung Manniella sind im tropischen Afrika verbreitet.
Es gibt zwei Arten:
- Manniella cypripedioides Salazar, T.Franke, Zapfack & Beenken: Sie wurde 2002 erstbeschrieben und ist aus dem südwestlichen Kamerun und von der Insel Bioko in Äquatorialguinea nachgewiesen.[2]
- Manniella gustavi Rchb. f.: Sie kommt vom tropischen Westafrika bis nach Tansania vor.[2]

## Verwendung
Für Manniella gustavi wird in ihrer Heimat eine Nutzung als Medizin berichtet.

## Belege
Die Informationen dieses Artikels stammen aus:
- Leslie A. Garay: A generic revision of the Spiranthinae. In: Botanical Museum Leaflets of Harvard University. Band 28, Nr. 4, 1982, S. 333–334.
- Alec M. Pridgeon, Phillip Cribb, Mark W. Chase, Finn Rasmussen (Hrsg.): Genera Orchidacearum. Orchidoideae (Part 2). Vanilloideae. Band 3/2. Oxford University Press, New York und Oxford 2003, ISBN 0-19-850711-9, S. 164 ff.
- Gerardo A. Salazar, Mark W. Chase, Miguel A. Soto Arenas, Martin Ingrouille: Phylogenetics of Cranichideae with emphasis on Spiranthinae (Orchidaceae, Orchidoideae): evidence from plastid and nuclear DNA sequences. In: American Journal of Botany. Band 90, 2003, S. 777–795 (amjbot.org).

## Weiterführendes
- Liste der Orchideengattungen
- Herbar-Exemplare von Manniella gustavi bei aluka.org.